# Someren
Someren (phát âmⓘ) là một đô thị và thị xã ở phía nam Hà Lan.

## Các trung tâm dân cư
- Lierop
- Someren
- Someren-Eind
- Someren-Heide